# Scopula promutata
Scopula promutata là một loài bướm đêm trong họ Geometridae.